# Pygommatius andamanensis
Pygommatius andamanensis là một loài ruồi trong họ Asilidae. Pygommatius andamanensis được Joseph & Parui miêu tả năm 1983.